# Stefano Anzi
Stefano Anzi (Bormio, 21 maggio 1949) è un imprenditore ed ex sciatore alpino italiano specialista della discesa libera, primo italiano a vincere una gara di Coppa del Mondo in tale specialità.

## Biografia

### Carriera sciistica

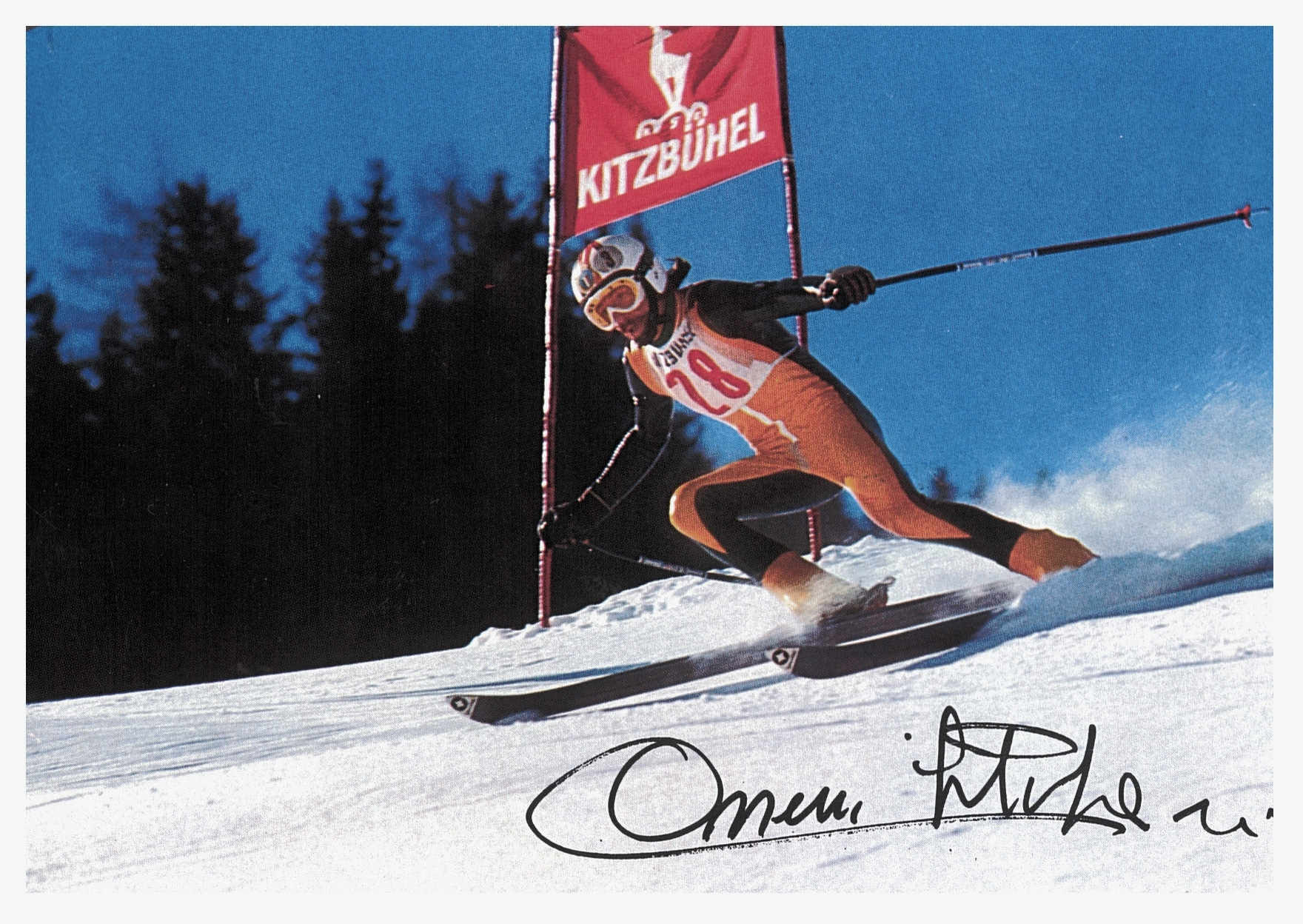
Stefano Anzi in gara sulla Streif di Kitzbühel il 26 gennaio 1974, quando conquistò l'ultimo podio in Coppa del Mondo

Discesista puro, Anzi fece parte della nazionale italiana dal 1969 al 1975; campione italiano nel 1969 e nel 1970, in Coppa del Mondo ottenne il primo risultato di rilievo il 21 febbraio 1970 a Jackson Hole (7º), il primo podio il 18 febbraio 1971 a Sugarloaf (3º) e l'unica vittoria il giorno successivo nella medesima località.
Agli XI Giochi olimpici invernali di Sapporo 1972, sua unica presenza olimpica, si classificò all'11º posto e ai Mondiali di Sankt Moritz 1974 al 7º; in quella stessa stagione 1973-1974 conquistò il suo terzo e ultimo podio, nonché ultimo piazzamento di rilievo, in Coppa del Mondo: 2º il 26 gennaio sulla pista Streif di Kitzbühel, a 18 centesimi di secondo dal vincitore, lo svizzero Roland Collombin, e a pari merito con il compagno di squadra Giuliano Besson. L'ultimo risultato della sua carriera agonistica fu la medaglia di bronzo vinta ai Campionati italiani 1975.

### Carriera imprenditoriale

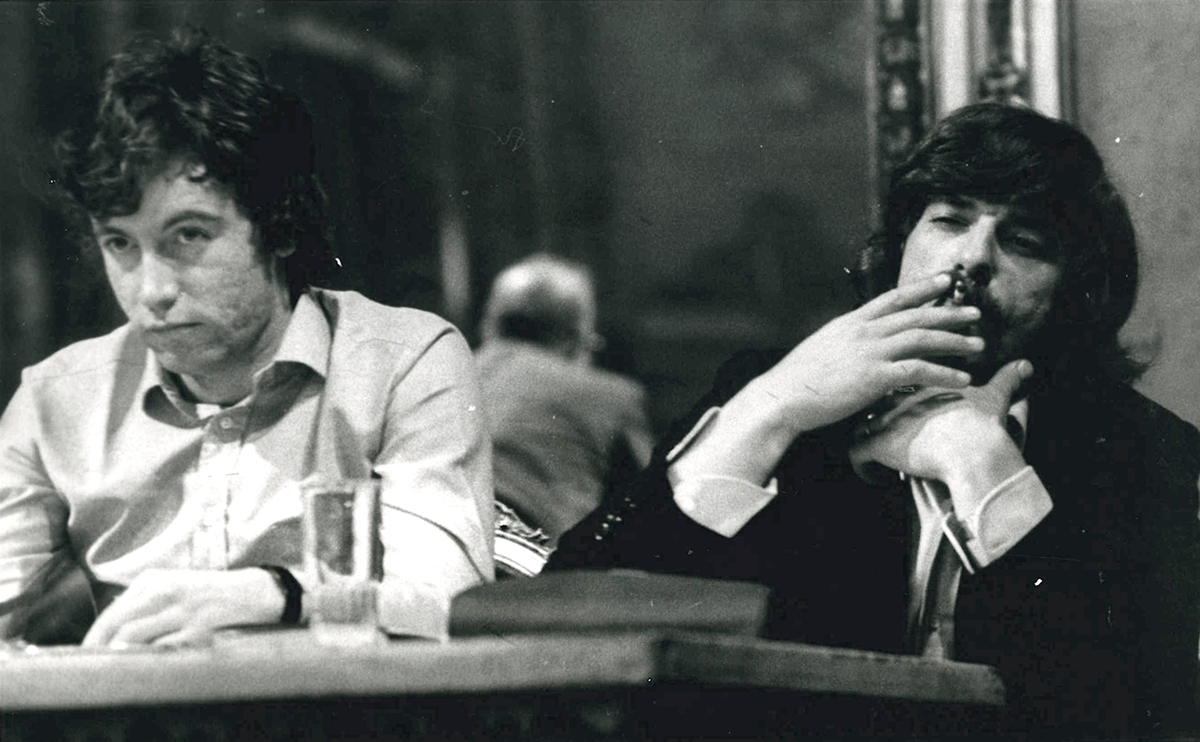
Stefano Anzi (a destra) con Giuliano Besson negli anni 1970

Dopo il ritiro, nel 1976 avviò assieme a Giuliano Besson un'impresa produttrice di abbigliamento sportivo, la AnziBesson.

## Palmarès

### Coppa del Mondo
- Miglior piazzamento in classifica generale: 19º nel 1971
- 3 podi (tutti in discesa libera):
  - 1 vittoria
  - 1 secondo posto
  - 1 terzo posto

#### Coppa del Mondo - vittorie
| Data             | Località  | Paese       | Specialità |
| ---------------- | --------- | ----------- | ---------- |
| 19 febbraio 1971 | Sugarloaf | Stati Uniti | DH         |

Legenda:

DH = discesa libera

### Campionati italiani
- 4 medaglie[2]:
  - 2 ori (discesa libera nel 1969; discesa libera nel 1970)
  - 1 argento (combinata nel 1971)
  - 1 bronzo (discesa libera nel 1975)